# Mizora
Mizora es una novela utópica de ciencia ficción feminista de Mary E. Bradley Lane, publicada por primera vez entre 1880 – 1881, cuando se serializó en el periódico Cincinnati Commercial. Apareció en formato libro en 1890. Mizora es «el primer retrato de una sociedad autosuficiente y exclusivamente femenina» y «la primera utopía tecnológica feminista».
El título completo del libro es Mizora: Una profecía: Un manuscrito encontrado entre los papeles privados de la princesa Vera Zarovitch: Un relato verdadero y fiel de su viaje al interior de la Tierra, con una descripción cuidadosa del país y sus habitantes, sus costumbres, modales y gobierno.

## Historia publicación e influencias
Mizora formó parte de la ola de ficción utópica y distópica que se publicó en las últimas décadas del siglo XIX. La novela es «la segunda novela utópica feminista conocida escrita por una mujer», después de Los derechos del hombre (1870) de Annie Denton Cridge.
El concepto de una sociedad exclusivamente femenina se remonta al menos a las amazonas de la mitología griega antigua; aunque estas aún necesitaban hombres para la procreación. En la Mizora de Lane, la reproducción se realiza por partenogénesis.
Mizora también pertenece a la clase de literatura de la Tierra hueca.
La segunda edición de Mizora apareció en 1975 y fue reeditada en 1999 por la University of Nebraska Press. Se sabe poco de la autora ya que no quería que su esposo descubriera que escribía sobre un mundo mejor sin hombres.

## Sinopsis de la trama
El libro describe una "utopía" exclusivamente femenina que existe en la Tierra. Las mizoranas practican la eugenesia; todas son rubias "arias", que desprecian a las personas de piel oscura. Su sociedad está compuesta por mujeres y niñas rubias.
En su historia antigua, la tierra era gobernada por un general militar elegido presidente (una versión de Ulysses Grant). Cuando el general se postuló para un tercer mandato (como se le instó a Grant en 1880), la sociedad de Mizora se sumió en el caos. Finalmente, surgió en Mizora un nuevo orden social exclusivamente femenino. Los últimos hombres fueron "eliminados" — aunque no está claro si fueron asesinados abiertamente o abandonados a su suerte. Se dice que los hombres son más olvidados que odiados.
La narradora en primera persona, Vera Zarovitch, es una joven fugitiva política que ha caído en desgracia con el régimen zarista y ha sido condenada al exilio en Siberia. Escapa hacia el norte, al Ártico, donde su kayak es arrastrado por una inmensa cascada hacia Mizora. Pasa quince años allí, aprendiendo las costumbres de la cultura; al final de ese tiempo, anhela regresar con su esposo e hijo y enseñar a su propia sociedad lo aprendido. Aunque Vera finalmente logra regresar a su sociedad, su esposo e hijo han muerto, y una amiga mizorana también muere. A Vera solo le queda la esperanza de que las generaciones futuras estén mejor, «gracias a las promesas de la educación universal y la práctica profundamente cuestionable de la eugenesia».
Como novela utópica, el libro dedica tiempo a tecnologías futuristas como los videoteléfonos. Las mizoranas pueden provocar lluvia descargando electricidad en el aire. Aunque Mizora no tiene animales domésticos, sus mujeres comen carne artificial preparada químicamente; una innovación que apenas se está desarrollando a principios del siglo XXI.

## Comentario social y legados
La novela aborda con frecuencia el género y la raza. Lane juega con las costumbres y convenciones de su propia sociedad, como suelen hacer los escritores utópicos. En Mizora, una cintura estrecha se considera una "deformidad repugnante"; lo que contradice la preferencia de la época de Lane por las mujeres con corsé ajustado.
También se refiere a la represión política en la Rusia contemporánea y a la supresión de la revuelta polaca de 1863.
El libro de Lane anticipa tres décadas algunas de las características del famoso Herland de Charlotte Perkins Gilman. Le siguieron de cerca otras obras utópicas feministas, como Nueva Amazonia: Un anticipo del futuro (1889) de Elizabeth Burgoyne Corbett, y Unveiling a Parallel (1893), de las colaboradoras Alice Ilgenfritz Jones y Ella Robinson Merchant (ca). Simultáneamente, algunos escritores utópicos masculinos publicaron obras que abordan temas feministas y cuestiones sobre los roles de género; por ejemplo An Experiment in Marriage (1889) de Charles Bellamy y Speaking of Ellen (1890) de Linn Boyd Porter.